# Apochthonius titanicus
Apochthonius titanicus es una especie de arácnido  del orden Pseudoscorpionida de la familia Chthoniidae.

## Distribución geográfica
Se encuentra en Arkansas (Estados Unidos).